# Rheumaptera trfistis
Rheumaptera trfistis är en fjärilsart som beskrevs av John Henry Leech 1914. Rheumaptera trfistis ingår i släktet Rheumaptera och familjen mätare. Inga underarter finns listade.